# Tạ Chí Hồng
Tiến sĩ Tạ Chí Hồng  (sinh ngày 29 tháng 9 năm 1952) là giảng viên chính chuyên ngành triết học, đảng viên Đảng Cộng sản Việt Nam, nhà nghiên cứu Phật học tại Việt Nam . Ông hiện công tác tại Bộ Môn Lý luận Chính trị, trường Đại học Đà Lạt. Ông bảo vệ thành công luận án tiến sĩ năm 2004 tại Học viện Chính trị Quốc gia Hồ Chí Minh.

## Tiểu sử
Tiến sĩ Tạ Chí Hồng sinh ra tại xã Dị Nậu, huyện Tam Nông, tỉnh Phú Thọ. Với tình cảm yêu quê hương, ông có bài viết cảm tưởng cuốn sách "Dị Nậu – Lịch sử một làng quê" của tác giả Tạ Đình Hạp.

## Nghiên cứu Phật học
Trong bài viết Lời Phật dạy về giá trị đạo đức cho một xã hội, quốc gia , Tiến sĩ quan niệm: Phật muốn trước hết con người phải làm thiện từ tâm, thân, khẩu, chính cái này đem lại hạnh phúc cho mình, cho người và cho xã hội. Rồi sau đó, hành giả buông xả tất cả theo tinh thần vô ngã để tiến tới bờ mé của sự giải thoát viên mãn. Một điểm khác biệt rõ rệt so với các tư tưởng tôn giáo và triết học, Phật giáo xây dựng hệ thống giáo lý trên cái nền bình đẳng giữa người và người. Tức là ai cũng có thể như Phật và ngang hàng với Phật.
"Tứ ân hay Tứ trọng ân là một trong những giáo lý quan trọng của Phật giáo bao gồm: Ơn cha mẹ, Ơn chúng sanh, Ơn quốc vương và Ơn Tam bảo" được Tiến sĩ đề cập tới trong bài viết "Giáo dục tư tưởng Tứ ân cho lớp trẻ".

## Các bài viết nghiên cứu
- Tìm hiểu các loại bệnh trong "Sửa đổi lối làm việc" của Hồ Chí Minh, Tạ Chí Hồng, Tạp chí Xây dựng Đảng năm 2008.[1]
- Tìm hiểu quan niệm hạnh phúc của Phật giáo, Tạ Chí Hồng, Nghiên cứu tôn giáo năm 2007.
- Vị trí của tư tưởng đạo đức Phật giáo trong hệ tư tưởng Đạo Phật, Tạ Chí Hồng, Tạp chí Nghiên cứu Phật học, năm 2004.
- Tìm hiểu quan niệm hạnh phúc của Phật giáo, Tạ Chí Hồng, Tạp chí Nghiên cứu Phật học, năm 2003.
- Tinh thần vô ngã của Phật giáo trong kinh Đại thừa vô lượng nghĩa, Tạ Chí Hồng, Tạp chí Nghiên cứu Phật học, năm 2003.
- Bước đầu tìm hiểu về sự hình thành và phát triển của Phật giáo ở Lâm Đồng, Tạ Chí Hồng, Võ Thị Bích Thuý, TC Nghiên cứu Phật học năm 2001.
- Cải thiện của Phật giáo, Tạ Chí Hồng, TC Nghiên cứu Phật học năm 2000.
- Góp phần tìm hiểu khái niệm và quan điểm về Nghiệp của Phật giáo, Tạ Chí Hồng, Triết học, năm 2000.
- Sách chuyên khảo: Đạo Phật và tư tưởng bình đẳng, Đồng tác giả, Nhà xuất bản Lao động, năm 2008.